# Lamine Gassama
Lamine Gassama (ur. 20 października 1989 w Marsylii) – senegalski piłkarz występujący na pozycji obrońcy.

## Kariera klubowa
Jest wychowankiem Olympique Lyon. W Ligue 1 zadebiutował 29 października 2008 roku w meczu z FC Sochaux-Montbéliard. W 2012 roku przeszedł do FC Lorient, a w 2016 wyjechał do Turcji i został piłkarzem Alanyasporu. Z kolei latem 2018 przeszedł do klubu Göztepe SK.
| Sezon   | Klub           | Kraj    | Rozgrywki | Mecze | Bramki | Rozgrywki Europy | Mecze | Bramki |
| ------- | -------------- | ------- | --------- | ----- | ------ | ---------------- | ----- | ------ |
| 2008/09 | Olympique Lyon | Francja | Ligue 1   | 7     | 0      | Liga Mistrzów    | 1     | 0      |
| 2009/10 | Olympique Lyon | Francja | Ligue 1   | 6     | 0      | Liga Mistrzów    | 2     | 0      |
| 2010/11 | Olympique Lyon | Francja | Ligue 1   | 4     | 0      | Liga Mistrzów    | 0     | 0      |
| 2011/12 | Olympique Lyon | Francja | Ligue 1   | 0     | 0      | Liga Mistrzów    | 0     | 0      |
| 2011/12 | FC Lorient     | Francja | Ligue 1   | 8     | 0      | –                | –     | –      |
| 2012/13 | FC Lorient     | Francja | Ligue 1   | 16    | 0      | –                | –     | –      |
| 2013/14 | FC Lorient     | Francja | Ligue 1   | 24    | 0      | –                | –     | –      |
| 2014/15 | FC Lorient     | Francja | Ligue 1   | 31    | 1      | –                | –     | –      |
| 2015/16 | FC Lorient     | Francja | Ligue 1   | 31    | 0      | –                | –     | –      |
| 2016/17 | Alanyaspor     | Turcja  | Süper Lig | 29    | 0      | –                | –     | –      |
| 2017/18 | Alanyaspor     | Turcja  | Süper Lig | 31    | 0      | –                | –     | –      |
| 2018/19 | Göztepe SK     | Turcja  | 1. Lig    |       |        | –                | –     | –      |

## Kariera reprezentacyjna
W latach 2007–2008 Gassama wystąpił w 19 meczach reprezentacji Francji U-20. W 2011 roku zdecydował się reprezentować Senegal i zadebiutował wówczas w tej drużynie.